# 茱莉·姬絲蒂
茱莉·姬絲蒂（英語：Julie Christie，1941年4月14日—）是英國女演員，曾獲奧斯卡金像獎、英國電影學院獎、金球獎、美國演員工會獎。她的代表作有：《Darling》、《妳的樣子》、《齊瓦哥醫生》。

## 傳記
茱莉·姬絲蒂於英屬印度阿薩姆邦恰布阿出生。她母親羅斯瑪麗(英語：Rosemary)是威爾斯畫家，演員李察·波頓的童年玩伴；父親弗蘭克·聖約翰·克里斯蒂(英語：Frank St. John Christie)經營一座茶園，茱莉從小在茶園中長大。；有一個弟弟和一個同父異母的姊姊。姊姊是父親與茶園的印度採茶婦女所生，
茱莉·姬絲蒂受洗為英格蘭教會的教徒，之後在英格蘭東薩塞克斯郡St Leonards-on-Sea的Convent of Our Lady School（學校）寄宿，然後在白金漢郡的Wycombe Court School讀書。她在6歲起和一褓姆同住。父母離婚後，她隨母親到威爾斯郊區居住。

## 外部連結

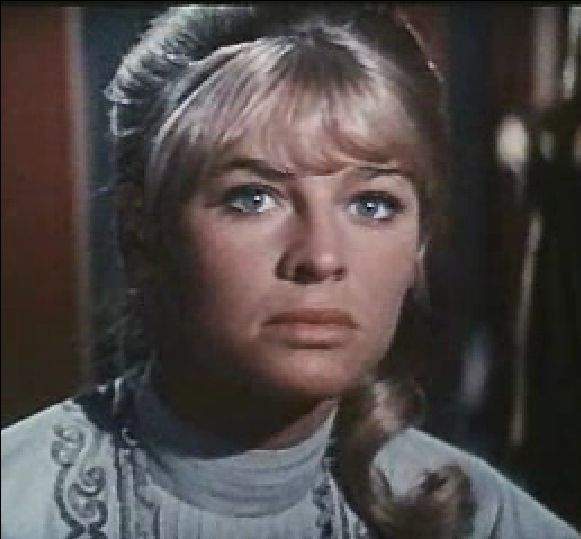
茱莉·姬絲蒂

- Julie Christie在互联网电影资料库（IMDb）上的資料（英文）
- Julie Christie biography and filmography 在英國電影協會的Screenonline
- Julie Christie在TV.com